# Alba Messa
Alba Messa  es una actriz, compositora, cantante y periodista nacida en Lugo. 

## Biografía
Alba Messa nació en Lugo y lleva prácticamente toda su vida encima de los escenarios. Con 4 años ya cantaba un buen repertorio de canciones para sorpresa de su familia, y con 6 años se subió por primera vez a un escenario en los carnavales de su ciudad. A partir de ahí todas las televisiones, radios, y organizadores de eventos locales contaban con ella siempre que podían. 
Comenzó a estudiar lenguaje musical, guitarra, piano y canto en la Escuela Aulos (Lugo). A los 9 años le propusieron cantar una saeta por Semana Santa, aceptó siendo la única cantante en Galicia que cantaba este tipo de música, y se convirtió en una tradición que duró más de 10 años.
Hacia 1998 pisó por primera vez los escenarios de TVG, en el concurso infantil "Téquele, Téquele", proclamándose ganadora. A este concurso le seguirían muchos otros como el "Veo Veo" (TVE), "Menudas Estrellas" (Antena 3), "Éxito" (TVG), etc. Mientras se convertía en una adolescente continuó formándose, pasando a la Escuela de Músicos (La Coruña) donde estudió canto moderno con Carmen Rey. Ya en el instituto compaginó sus estudios con la música y con sus primeras clases de teatro en talleres que organizaba el Museo Provincial, la Universidad y en todo lo que encontraba. Participó en el musical infantil lalinense “Los Fijjiis, una historia muy muy real” y, en su último año de bachiller, fue seleccionada para protagonizar por toda España el musical "Sesfebú". Una vez examinada en selectividad, se marchó a Santiago de Compostela a estudiar Periodismo. Compaginó su carrera con las actuaciones musicales, la TV-movie de LugoPress "Herexes: o libro máxico", trabajos como presentadora y, en el último año la serie de TVG "Os Atlánticos", por la que cambió su lugar de residencia a La Coruña. Se licenció en Periodismo y se marchó a Madrid. 
Allí realizó la formación completa en el Estudio Corazza para el Actor, estudió canto con Robert Jeantal, doblaje, Voice Craft... y se formó en danza clásica, contemporánea y jazz en Karen Taft y en Londres (también destacan entre sus maestras de danza Mónica García y Berta Secall). También se convirtió en profesora de voz y canto. 
Ha trabajado en cortometrajes como "El beso y la bala" (Chema Villalba), "Mighty boy" (Javier Yáñez), "Frikis" (JC Gómez), "El Regalo" (Pablo F. López) "Última transmisión" (Sergio Morcillo), "Pangea" de Clara Santaolaya... Ha escrito y dirigido "El Desayuno", "¿Te conozco?" y también -en este caso junto a Víctor Alcázar- el cortometraje "Identidad"...  Cuenta en su bagaje con los largometrajes "El pacto de los estudiantes" de Juan Miguel del Castillo, “El último fin de semana”, “Summertime” y “Faraday” de Norberto Ramos del Val, “Buenas noches, dijo la Señorita Pájaro” y “La mujer que hablaba con los muertos” de César del Álamo, “Tilda y Jean” (nominada a los Mestre Mateo en 2014) de Darío Autrán, y “Pixel Theory” de Esaú Dharma y Mar Delgado.
En el mundo de los musicales la hemos podido ver por toda España en "Sábado 3:30" (BRB Internacional), en "La ópera de los tres reales"/"A ópera dos tres reás" del Centro Dramático Gallego, de Bertolt Brecht y Kurt Weill, protagonizada por Luis Tosar y dirigida por Quico Cadaval y Diego García, como Jane en el musical de "Tarzán", dirigido por Ricard Reguant, en México como original cast de 'Siete Veces Adiós' dirigido por Alan Estrada, musical del que además fue cover del personaje protagonista 'Ella', y con el que recibió la nominación 'Mejor Actuación Femenina de Reparto' en los premios Metro 2022, en 'Desde Cero, un musical improvisado', ganador del premio 'Mejor Comedia' en los premios Metro 2023,  y en 'Vanora Druk: El Volcán del Mar', del que además es creadora junto a Fernando Canek y Gustavo Aguilar, dramaturga con Gustavo Aguilar, y compositora de la música con Andrés Saráchaga. 
En teatro ha hecho "Hermanas" de Pascal Rambert en México, versión dirigida por María Fernanda Bosque, "Como Dios", dirigida y escrita por Eusebio Poncela y Facundo Fuentes de la Oca, "Trío", un texto de Rubén Tejerina dirigido por Héctor Montoliú, "Amigas de alquiler", un micromusical que dirige y protagoniza y "Waiting for the girl", escrita por Pablo Vázquez y dirigida por Norberto Ramos del Val, que le valió el premio a mejor actriz de microteatro. Como directora teatral se estrenó con la obra "Ficcionad@s", un texto de José Luis Mora que protagonizó y dirigió. 
En TV participó en “Ciega a Citas” (Cuatro), "Isabel" (TVE), "Colegas" (Playz), "Travesuras de la niña mala" (VIX), "Enloqueciendo contigo" (Sony), entre otras.
En internet destacó su presencia en el blog “Between the sheets” en Fotogramas, junto a Ana Rujas, y su canal de YouTube en el que "Las Mamarrachadas de Messa" han tenido una gran repercusión. También es importante su participación en la serie web "El Piso" y que en 2016 creó 'The Burning Lamp', un medio de comunicación saludable.
Con su empresa OWN VIBE creó la música original del TV show de HBO MAX '40 No Es Nada', la música original, adaptación de sintonía y supervisión musical de la serie de TV Azteca 'SUPERTITLÁN', además de BSOs de comerciales, shows televisivos, y composiciones y producciones para artistas a nivel internacional.

## Música
Alba Messa es artista, compositora, actriz que lleva prácticamente toda su vida sobre los escenarios, entregada al arte y a la creación. Empezó a cantar siendo tan sólo una niña, participó en talent shows infantiles como 'Veo veo' y 'Menudas Estrellas' y en su adolescencia comenzó su carrera como actriz. 
Compaginó su trabajo como actriz con la publicación de varios sencillos propios (“Días”, “Tú y solo tú”, “Sola”, “Princesse Violette”…),composiciones para proyectos de cine (autora e intérprete del tema central de “La mujer que hablaba con los muertos” de César del Álamo), teatro (creó la música de la obra “Sin Vacaciones” de Juanmi Díez y la interpretó en directo en cada función) y televisión (compuso e interpretó canciones para la serie “Colegas” dirigida por Peris Romano para PlayZ de TVE, como 'A part of me'). Asimismo, sus covers y "mamarrachadas" contaron con una amplia presencia digital. 
Su debut oficial llegó en 2017 con el EP ‘Valiente’, al que seguirían también dos colaboraciones navideñas con el productor Daniel Belardinelli: ‘Qué más da’ y ‘Mis deseos’. 
Con “Valiente” se dio a conocer definitivamente como música, recibió un buen apoyo mediático y su gira recorrió gran parte de España.  Fue finalista del Be Fresh Festival y galardonada como artista revelación en los premios EDM Radio, además de telonera de artistas como Andrés Suárez.
A finales de 2018 presentó su nuevo sonido con 'Hombre de Hielo' (el videoclip se estrenó en exclusiva en Neo2 Magazine) y 'Fantasma'(mejor canción de 2018 según las votaciones en "I am here magazine") y anunció su primer disco de larga duración: 'Con todas las consecuencias' que se publicaría en digital el 22 de febrero de 2019 y en físico de la mano de Sony Music en 2020 a principios de 2020, y consolidaría a la artista como una de las emergentes con mayor potencial del país. El videoclip de la canción 'Será Será' se estrenó en exclusiva en la web de Los40 España. Esta misma canción cuenta con su versión en francés: ‘Ça s’ra Ça s’ra’
La primera parte de #ConTodasLasConsecuenciasTOUR llevó a Alba Messa a Zaragoza, Valencia, Lugo, Madrid... destacando los conciertos en las fiestas del Orgullo LGTBI en Madrid, en Casa Corona y su participación en 'Queens for Queen' en las fiestas de San Isidro de la mano de Los 40 Classic.
De su LP lanzó también el track by track ‘Te lo cuento con todas las consecuencias’ en el que abre las puertas de la intimidad de su proyecto.
No se dejó frenar tampoco por una pandemia y, confinada, creó y lanzó ‘Tú qué vas a hacer’.
En julio de 2020 llegaría su primera colaboración: ‘Ella Ella’ junto a Zazo & Gxurmet. ‘Ella Ella’ es más que una canción, es un concepto artístico y creativo en el que hay muchas capas por descubrir si se quiere. Parece una película, parece una ventana indiscreta, parece algo que no tenemos la costumbre de presenciar. Y esta es la dirección que escoge Alba Messa, hacer más que música, o llevar la música a un siguiente nivel. Unos meses más tarde, lanzaría también su versión acústica de estudio.
‘Mujeres Ya!': La canción, autoría de Messa con el apoyo de Mike Dwyer, ambos también productores del tema junto a Álex Ferrer (The Groove), fue concebida para ser cantada por muchas artistas, y este es el resultado que descubrimos en marzo de 2021 con motivo del Día Internacional de la Mujer. Son 11 las artistas, de 6 países diferentes: Natasha Dupeyron y Zemmoa de México, Soy Emilia de Colombia, Mery Granados de Argentina, Ania de Perú, Lolita de Sola de Venezuela, Angy, Ainoa Buitrago, Miriam Ruiz del dúo Volver, Violetta Arriaza y la propia Alba Messa de España, quienes se han unido para cantar unas frases que viajan con puntería exacta al centro de la diana, una letra que reconoce una herencia patriarcal de la que ninguna persona queda excluida, patrones, ideas y creencias que ya no tienen cabida en la sociedad actual. ‘Mujeres Ya!’ habla de la identidad, la impuesta y la que se libera para ser sostenida, creada y abrazada por las protagonistas de esta concepción: ellas, nosotras. Habla de las que ya no están, habla del nuevo paradigma, el que ya corresponde por pura evolución, dignidad y respeto. ‘Mujeres Ya!’ es integración, no excluye, y la batalla de la que es estandarte lleva la bandera del amor. Este proyecto celebra a las mujeres que ya se atreven a ser ellas mismas y no lo que les han enseñado que tenían que ser, es un canto a la libertad, al autocuidado, al empoderamiento, a la sororidad y al perdón. Además, da la mano a las que aún no se atreven. No empuja, acompaña, y les recuerda su poder.
El proceso de crear ‘Mujeres Ya!’ ha sido largo, intenso y emocionante, cuentan Alba Messa y Pablo Silva Glez, quienes se ocuparon de todo el desarrollo creativo, logística y gestiones, trabajando durante varios meses en la franja horaria de España y en las franjas horarias de Latinoamérica a la vez, y añaden no haber vivido antes la gestación de ningún proyecto con la gratitud con la que vivieron y viven este. “Cada día era una nueva alegría, ya fuese por alguien increíble que se unía al equipo, como por las palabras que nos hacían llegar incluso las personas que no se pudieron subir al barco. Mucho antes del lanzamiento, ya sentimos que hacer esto había valido todo nuestro esfuerzo y dedicación.”
El 2022 es el año de su segundo disco de larga duración, con el nombre 'MEDIO MAL MEDIO BIEN' el 1 de enero lo presentó con un vídeo en el que ella habla y se ven imágenes de su proceso creativo, el 7 de enero lanzó el vídeo de lo que es la Obertura del álbum: 'SILENCIO (Causas y Efectos)' y ya el 14 de enero escuchamos - y vimos - su primer sencillo: 'ME GUSTÓ'. El 25 de febrero conocimos el Acto 2 'ME DESPIDO DE TI' y el 24 de marzo el Interludio 1 'QUIZÁ SOY YO' que nos condujo directamente al Acto 3 el 8 de abril ('2023'). El 12 de mayo publicó el Interludio 2 'YA ME TENGO' y justo una semana después (20 de mayo) el Acto 4 'VACÍO'. El álbum al completo se publicó el 22 de julio.
Le siguieron sencillos como 'Distance', 'El día que te conocí' y 'Ego espiritual', y en 2024 estrenó en el Teatro Milán de Ciudad de México el musical original Vanora Druk: El Volcán del Mar, cuya música compuso junto a su socio Andrés Saráchaga.

## Discografía
- EL CANTO DE LA CARACOLA - 2024.

En 'demo version' y en 'acústico live'. Canción principal del musical 'Vanora Druk: El Volcán del Mar', estrenado el 1 de octubre de 2024 en el Teatro Milán de CDMX.
- LA SUPERCONEXIÓN - 2024

Canción principal del cortometraje del mismo nombre, del cual compuso toda la BSO junto a Andrés Saráchaga.
- DISTANCE - 2024

- ENCHILANGAS - 2023

Colaboración con la artista peruana/chilena Lucía Covarrubias.
- EGO ESPIRITUAL - 2023

- EL DÍA QUE TE CONOCÍ - 2023

- NO HAY QUE ACERTAR - 2022

Colaboración con las artistas chilenas Yorka.
- VACÍO, ME DESPIDO DE TI y ME GUSTÓ, en versiones acústicas. 2022 - 2023

- MEDIO MAL MEDIO BIEN - 2022

Su segundo álbum de larga duración.
- VACÍO - 2022

Cuarto sencillo de su álbum MEDIO MAL MEDIO BIEN.
- 2023 - 2022

Tercer sencillo de su álbum MEDIO MAL MEDIO BIEN.
- ME DESPIDO DE TI - 2022

Segundo sencillo de su álbum MEDIO MAL MEDIO BIEN.
- ME GUSTÓ - 2022

Primer sencillo de su álbum MEDIO MAL MEDIO BIEN.
- Lloro - 2021

Colaboración con la escritora Violeta Lara.
- Mujeres Ya! (sencillo) - 2021

Proyecto creado en colaboración con el realizador y creativo Pablo Silva Glez. 11 artistas de España y Latinoamérica en una misma canción cuyo fin es íntegramente benéfico.
- Ella Ella - Acústico (sencillo) - 2020

- Ella Ella (sencillo) - 2020

- Tú qué vas a hacer (sencillo) - 2020

Autoría: Alba Messa & José Manuel Moles (también productor del tema)
- Ça s'ra Ça s'ra (sencillo) - 2020

- Te lo cuento con todas las consecuencias (track by track) - 2020

- Con todas las consecuencias (LP) - 2019

Disco compuesto por ella y producido por Manu Chalud, Josh Tampico y Sasha Pantchenko.
- Qué más da (sencillo) - 2018

Canción compuesta por ella y producida por Daniel Belardinelli, grabada en el estudio de Óscar Zambrano en Nueva York y mezclada y masterizada por él.
- Mis deseos (sencillo) - 2018

Canción compuesta por ella y producida por Daniel Belardinelli.
- A part of me (sencillo) - 2018

Compuesta por ella para la serie "Colegas" (PlayZ) con arreglos de Miguel Abarca.
- Valiente (EP) - 2017

Disco compuesto íntegramente por ella.

## Filmografía
Cine:
--Largometrajes:
- 2017: "EL PACTO DE LOS ESTUDIANTES". Juan Miguel del Castillo.
- 2014: "LA MUJER QUE HABLABA CON LOS MUERTOS". César del Álamo.
- 2013: “PIXEL THEORY”. Esaú Dharma y Mar Delgado.
- 2013: "FARADAY", de Norberto Ramos del Val.
- 2012: "SUMMERTIME". Norberto Ramos del Val.
- 2012: “TILDA Y JEAN”. Darío Autrán.
- 2011: “BUENAS NOCHES, DIJO LA SEÑORITA PÁJARO”. César del Álamo.
- 2011: “MADRID 2011”. José Carlos Gómez Delgado.
- 2010: “EL ÚLTIMO FIN DE SEMANA”. Norberto Ramos del Val.

--Cortometrajes:
- 2017: “TRES”. Miriam Larragay.
- 2016: “(IN)VOLUNTARIO”. Pablo Silva.
- 2016: “LA MISMA MONEDA”. José Martín
- 2014: “KIDS LOVE TOYS”. Hermanos Prada.
- 2014: “EL CASTING”. Inés de León.
- 2014: “SUPERCOOL”. Hugo Silva.
- 2013: “EL DESPERTAR DE UNA MARIPOSA”. “10 miradas”. Domingo Pisón.
- 2013: “PANGEA”. Clara Santaolaya.
- 2013: “ÚLTIMA TRANSMISIÓN”. Sergio Morcillo.
- 2012: “EL BESO Y LA BALA”. Chema Villalba.
- 2012: “MIGHTY BOY”. Javier Yáñez.
- 2012: "DOCE". Anxos Fazáns y Ángel López González.
- 2012: “EL REGALO”. Pablo F. López Pérez.
- 2012: “ALIENADA”. José Luis Mora.
- 2012: “PRIMER CONTACTO”. J.C. Gómez.
- 2012: “SEX_TAPE_6”. Roberto Lolo.
- 2012: “¿TE CONOZCO?”. Directora y guionista. Finalista Festival Cortos con Ñ 2012.
- 2011: “IDENTIDAD”. Alba Messa y Víctor Alcázar.
- 2011: “DESDE LAS NUBES”. Ana Aldazábal y José Carlos Gómez.
- 2011: “CluV3 Transilvania”. Roberto Lolo.
- 2010: “EL DESAYUNO”. Directora y guionista. Ganador del premio del público de

ValetudoDVD 2011 (Seminci).
- 2009: “FRIKIS”. José Carlos Gómez. Ganador del Festival Cortos con Ñ 2011.

Teatro:
- 2024: "HERMANAS"de Pascal Rambert. Dirección: María Fernanda Bosque.

- 2023: "SEVEN"

- 2017: "SIN VACACIONES". Juanmi Díez.

- 2015: "WAITING FOR THE GIRL". Norberto Ramos del Val.

- 2014: "TRÍO". Rubén Tejerina.

- 2013: “COMO DIOS”. Eusebio Poncela y Facundo Fuentes de la Oca.

- 2012: "LA RONDA, LA CAMA Y EL TEXTO". Juan Carlos Corazza.

- 2012: "FICCIONAD@S". El Desayuno Producciones. Dir. Alba Messa. Libreto de José Luis Mora.

Musicales:
- 2024: "VANORA DRUK: EL VOLCÁN DEL MAR". Dir. Xavier Villanova.
- 2022 - actualidad: "SIETE VECES ADIÓS". Dir. Alan Estrada.
- 2023: "DESDE CERO: un musical improvisado". Dir. Angélica Rogel.
- 2016-2018: "TARZÁN". Personaje JANE. Dir. Ricard Reguant.
- 2014: "AMIGAS DE ALQUILER". Actriz y directora. Texto de Paco Hernández.
- 2011: “LA ÓPERA DE LOS TRES REALES” - “A ÓPERA DOS TRES REÁS” (Bertolt Brecht y Kurt Weill). Centro Dramático Gallego (CDG). Quico Cadaval y Diego García.
- 2010-2011: “SÁBADO 3:30”. Musical. BRB Internacional. Ricard Reguant.
- 2004: “SESFEBÚ”. Musical. Dir. Jorge Luis Moreno Pieiga y Joaquín Pesquina.
- 2003: “FIJIIS, UNA HISTORIA MUY, MUY REAL”. Musical. Francisco José Álvarez García

Televisión:
- Próximamente: Serie "ENLOQUECIENDO CONTIGO" (Sony TV)
- 2023: Serie "TRAVESURAS DE LA NIÑA MALA" (Vix)
- 2017: Serie "COLEGAS". (PlayZ-TVE)
- 2014: Serie “CIEGA A CITAS”. (Big Bang Media. CUATRO).
- 2014: Serie “ISABEL”. TVE1. DiagonalTV.
- 2008-2009: Serie “OS ATLÁNTICOS” (Filmanova-TVG).
- 2006: “HEREXES. O LIBRO MÁXICO”. TV Movie Documental. Dir. José de Cora.

Internet:
- 2015: “Menuda Estrella” (Youtube).
- 2015: “ALONE”. Serie. Dir. Juanma Juárez.
- 2015: “EN PRÁCTICAS”. Serie. Dir. Alberto B. Márquez.
- 2015: “ALTERNATIVAS”. Piloto de serie. Escrita y dirigida por Alba Messa.
- 2013-2014: “Between the sheets”. Blog en Fotogramas.
- 2012: Serie “ALTERNATIVAS”.
- 2012: "EL AISLAMIENTO". Sketch para www.elblogdeapa.com . Dir. Sergio Pena.
- 2010: "MADRID D.F". Serie. Dir. Álvaro Collar.
- 2010: "NALA Y...". Serie. Dir. J.C. Gómez.
- 2010: “Ice Xmas”. Paradores. Prod. Bosalay.

Discos:
- 2022: "MEDIO MAL MEDIO BIEN"
- 2019: "CON TODAS LAS CONSECUENCIAS"
- 2017: "VALIENTE"
- 2004: “SESFEBÚ, EL MUSICAL”

Voz, Locución y Doblaje:
- 2023: "MUERTE SÚBITA", personaje de Michelle.
- Audiolibros: "Mi Cuento", "El Dárico Gris", "La intrusa", "Proyecto Kétchup", "Figuras Ocultas"...
- 2013: “HUYENDO EN LA OSCURIDAD”. Videojuego.

Presentadora:
- Presentadora de múltiples eventos, entre ellos los desfiles del Arde Lucus.
- Colaboradora en la sección de moda de El Hub (Non Stop People. Movistar TV).
- Imagen y presentadora de Galicia Fashion Week 2011.
- Presentadora Ceremonia Clausura Cuarta Edición del Festival de cortometrajes Cortos con Ñ.

 PREMIOS:
- "Desde Cero: un musical improvisado", ganador "Mejor Comedia" en los premios Metro 2023.
- Premio Mejor Actriz Microteatro Mad 2015 por "Waiting for the girl".
- Premio Mejor Cortometraje en el Festival Internacional Sueños de Cine 2015 a "El Beso y la Bala", cortometraje que protagoniza.
- Premio Joven Cine y Salud 2014.
- "Frikis", cortometraje que protagoniza, ganador del Festival Cortos con Ñ 2011.
- "El Desayuno", cortometraje escrito, dirigido y protagonizado por Alba Messa, ganador del premio del público de la primera edición de ValetudoDVD (Seminci).

## Formación
FORMACIÓN ACTRIZ:

- 2023: Improvisación con Daniel García.
- 2023: Improvisación con José Luis Saldaña en Casa del Humor (CDMX)
- 2021: Neutralización de acento y carácter vocal. Ortos Soyuz.
- 2017: Entrenamiento `Necesidad y comportamiento'. Manuel Morón.
- 2016: Acting in English. Joe Manjón.
- 2015: Entrenamiento con José Manuel Carrasco.
- 2014: Seminario para profesionales. Juan Carlos Corazza.
- 2014: Técnica actoral. Lorena García de las Bayonas.
- 2013: Seminario de Conflicto. Juan Carlos Corazza, Manuel Morón y Ana Gracia.
- 2008-2012: Estudio CORAZZA. Formación regular completa.
- 2012: Doblaje. Ana Isabel Hernando.
- 2012: Preparación al casting. Andrés Cuenca.
- 2010: Seminario de Técnica. Manuel Morón y Ana Gracia.
- 2010: Seminario de Movimiento Expresivo. Andrea Mizes y Antonio del Olmo.
- 2005: Técnica (Begoña Valle) e interpretación (Mar Díez). Laboratorio de

Interpretación de William Layton (Madrid).
- 2004-2006: Escuela de teatro y danza Espacio Aberto (Santiago de Compostela).

Carlos Neira.
- 2004: Commedia dell´Arte. Alfonso Rodríguez Rivera.
- 2004: Interpretación. Lola Fernández, Aarón Navia y Alberte Cabarcos.
- 2003: Expresión corporal. Pablo Rodríguez.

FORMACIÓN MUSICAL:
- 2024: Canto. Erika Dipp.
- 2018-2019: Piano, armonía. Inés Donoso.
- 2014: Solfeo, armonía. Gustavo Piqué.
- 2012 - 2021: Voice Craft. Nivel 1 y Nivel 2.
- 2008: Canto. Robert Jeantal.
- 2002-2005: Canto moderno. Escuela de Músicos de La Coruña. Carmen Rey.
- Piano (1999-2001) y canto (1996-2002). Academia de Música AULOS (Lugo).
- 1992-2001: Lenguaje Musical.
- 1992-2000: Guitarra.

DANZA:
- Continúa en la actualidad en diferentes escuelas, disciplinas y profesores/as.
- 2014-2017: Jazz. Con Fleur Murray y Alex Turner (Pineapple-London), Yolanda Molina (Escuela de Danza Karen Taft), Sheila García.
- 2016: Jazz Contemporáneo. Con Tjasa Zibert (Pineapple-London).
- 2009-2016: Danza contemporánea. Con Maria Jacoob (Pineapple-London), Jaime Urciuoli, Helena Berrozpe, Francesc Bravo y Bárbara Fritsche (Escuela de Danza Karen Taft), Javier Derviche, Mónica García, Antonello Tudisco.
- 2009-2021: Ballet clásico. Con Adam Pudney, Amber Doyle (Pineapple-London), Olga Escobar, Rebeca Ortega, Cristina Sterner, Cristina Arnau, Urielle Perona, Natalia Burgos, Marta Arcos, Ana López (Escuela de Danza Karen Taft), Berta Secall…
- 2015: Modern con Joana Quesada.
- 2015: Técnica Graham con Nuria Jiménez.

OTROS
- Licenciada en Periodismo (USC).

## Enlaces
- Lyric-Video ELLA ELLA -ACÚSTICO
- Videoclip ELLA ELLA
- Videoclip FANTASMA
- Estrenamos la nueva versión de "Ella Ella" de Alba Messa y su videoclip protagonizado por Betty Boop
- Lo que Alba Messa puede hacer por ti
- Exclusiva Hombre de Hielo en NEO2
- Web oficial
- Canal de YouTube
- The Burning Lamp
- Página oficial de Facebook
- Instagram
- Entrevista a Alba Messa para "Sueños de un espectador".
- Deberíamos juzgar menos y empatizar más - Los40 (enlace roto disponible en Internet Archive; véase el historial, la primera versión y la última).
- Blog de Alba Messa y Ana Rujas en la revista "Fotogramas".
- Página oficial de Alba Messa
- Nota sobre la participación de Alba Messa en "La Ópera de los Tres Reales" en "El Progreso"
- Nota sobre la participación de Alba Messa en "La Ópera de los Tres Reales" en "La voz de Galicia"
- Alba Messa se va a conquistar Estados Unidos - La Voz de Galicia